# Elmisia camelina
Elmisia camelina är en insektsart som beskrevs av Vitaly Michailovitsh Dirsh 1949. Elmisia camelina ingår i släktet Elmisia och familjen gräshoppor. Inga underarter finns listade i Catalogue of Life.